# Trường Đại học Kỹ thuật Công nghiệp, Đại học Thái Nguyên
Trường Đại học Kỹ thuật Công nghiệp là một trong những trường đại học công lập có thương hiệu về đào tạo khối ngành kỹ thuật tại miền bắc Việt Nam. Trường trực thuộc Đại học Thái Nguyên, đồng thời là trung tâm nghiên cứu kỹ thuật lớn nhất của vùng Trung du và miền núi phía Bắc.

## Khen thưởng
- Huân chương Độc lập hạng Ba
- Huân chương Lao động hạng Nhất
- Anh hùng Lao động (2012)[1]
- Huân chương Hữu nghị (Lào).[1]

## Các hiệu trưởng
1. PGS.TS Đỗ Hữu Phú
2. PGS.TS Nguyễn Văn Bình
3. PGS.TS Dương Đình Giáp
4. PGS.TS Lê Cao Thăng
5. PGS.TS Võ Quang Lạp
6. GS.TS Nguyễn Đăng Bình
7. PGS.TS Phan Quang Thế
8. PGS.TS Nguyễn Duy Cương
9. PGS.TS. Đỗ Trung Hải